# 예카테리나 부키나
예카테리나 보리소브나 부키나(러시아어: Екатери́на Бори́совна Бу́кина, 1987년 5월 5일~)는 러시아의 레슬링 선수로 2016년 하계 올림픽에서 여자 헤비급 동메달을 획득했다.